# ハインリッヒ・ヴェルカー

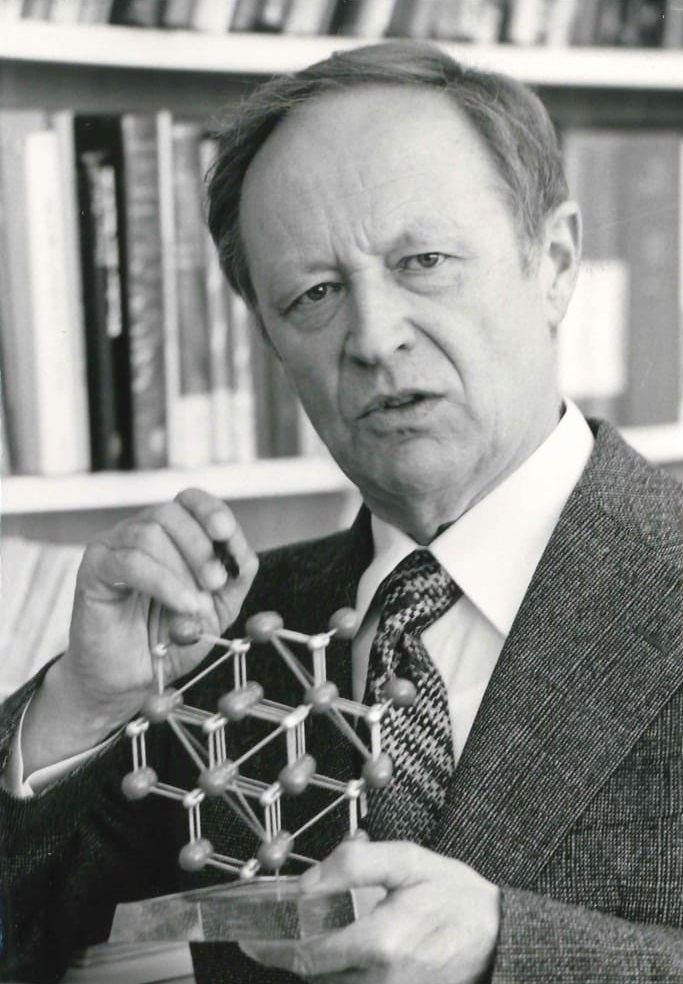
ハインリッヒ・ヴェルカー(1979年)

ハインリヒ・ヨハン・ヴェルカー（Heinrich Johann Welker、1912年9月9日 - 1981年12月25日）は、ドイツの物理学者で、特に半導体技術分野で活躍した。

## 来歴
インゴルシュタット出身。1936年にミュンヘン大学から物理学のPh.D.を取得し、アルノルト・ゾンマーフェルトの研究助手となった。、1947年からは、パリのウェスティングハウス子会社、1951年から1977年までエアランゲンのシーメンス子会社に勤務した。
彼の最も重要な発見の一つは、III-V族化合物とその半導体特性の予測であり、これによりマイクロ波半導体部品、LED、レーザーダイオードへの道が開かれた。1975年に第1回ジェームス・C・マックグラディ新材料賞を受賞。1978年ドイツ物理学会会長に選出された。
彼の死後、シーメンスAGはその功績を称えて、GaAsシンポジウム賞と併せてハインリッヒ・ウェルカー・メダルを創設し、現在は化合物半導体国際シンポジウム（the International Symposium on Compound Semiconductors, ISCS）が授与するヴェルカー賞となっている。

## 参考
- "Wissenschaftler". Siemens. 2025年5月13日閲覧。
- Silizium-Pioniere
- Anne Hardy Vom Sommerfeld-Assistenten zum Siemens-Forschungsleiter, Physik Journal, 10. September 2012